# Comuna Urvenna, Zdolbuniv
Urvenna (în ucraineană Урвенна) este o comună în raionul Zdolbuniv, regiunea Rivne, Ucraina, formată din satele Hilcea Druha, Iosîpivka, Lidava, Urvenna (reședința), Zahreblea și Zalissea.

## Demografie
Componența lingvistică a comunei Urvenna
     Ucraineană (99,84%)
     Alte limbi (0,11%)
Conform recensământului din 2001, majoritatea populației comunei Urvenna era vorbitoare de ucraineană (99,84%), existând în minoritate și vorbitori de alte limbi.